# Bob ai XXII Giochi olimpici invernali - Bob a due maschile
Nel bob ai XXII Giochi olimpici invernali la gara del bob a due maschile si è disputata nelle giornate del 16 e 17 febbraio nella località di Krasnaja Poljana sulla pista Sanki.
Campione olimpica uscente era la coppia tedesca composta da André Lange e Kevin Kuske, che aveva conquistato l'oro nella precedente edizione di Vancouver 2010 sopravanzando nell'ordine l'altra coppia teutonica formata da Thomas Florschütz e Richard Adjei e quella russa costituita da Aleksandr Zubkov e Aleksej Voevoda; detentore del titolo iridato di Sankt Moritz 2013 è invece l'altro duo tedesco di Francesco Friedrich e Jannis Bäcker.
Campioni olimpici si erano laureati i russi Aleksandr Zubkov e Aleksej Voevoda, ma il 24 novembre 2017 il CIO ha decretato la squalifica del pilota Zubkov e il 18 dicembre successivo anche del frenatore Voevoda, a seguito della vicenda doping che ha coinvolto numerosi atleti russi tramite il noto rapporto della Agenzia Mondiale Antidoping (WADA) presentato da Richard McLaren nel luglio 2016, per cui la medaglia d'oro è stata loro revocata. Il 1º febbraio 2018 il Tribunale Arbitrale dello Sport, dopo aver preso in esame il ricorso presentato dai due atleti russi, ha confermato entrambe le squalifiche comminate loro dal CIO, annullando tuttavia il divieto di partecipare a future edizioni delle olimpiadi. I russi avevano preceduto gli svizzeri Beat Hefti e Alex Baumann, medaglia d'argento, e gli statunitensi Steven Holcomb e Steven Langton, medaglia di bronzo.
Il 29 novembre 2017 anche Aleksandr Kas'janov e il 22 dicembre successivo il suo frenatore Maksim Belugin, classificatisi quarti, sono stati squalificati per lo stesso motivo. Il 1º febbraio 2018 il Tribunale Arbitrale dello Sport, dopo aver preso in esame il ricorso presentato da Kas'janov, ne ha confermato la squalifica, annullando tuttavia il divieto di partecipare a future edizioni delle olimpiadi; Belugin invece non presentò alcun ricorso.
Il 28 marzo 2019 il CIO mise fine alla vicenda ratificando ufficialmente le squalifiche degli equipaggi coinvolti e confermando la riassegnazione delle medaglie, in accordo con i risultati ufficiali aggiornati dalla Federazione Internazionale di Bob e Skeleton già in data 20 luglio 2018.
Il titolo olimpico è quindi andato a Beat Hefti e Alex Baumann, la medaglia d'argento a Steven Holcomb e Steven Langton e quella di bronzo ai lettoni Oskars Melbārdis
Daumants Dreiškens.

## Classifica di gara
| Pos. | Nazione       | Atleti                               | 1ª manche  | 2ª manche | 3ª manche | 4ª manche | Totale  | Distacco |
| ---- | ------------- | ------------------------------------ | ---------- | --------- | --------- | --------- | ------- | -------- |
|      | Svizzera      | Beat Hefti Alex Baumann              | 56"46      | 56"68     | 56"26     | 56"65     | 3'46"05 |          |
|      | Stati Uniti   | Steven Holcomb Steven Langton        | 56"34 (TR) | 56"84     | 56"41     | 56"68     | 3'46"27 | +0"22    |
|      | Lettonia      | Oskars Melbārdis Daumants Dreiškens  | 56"62      | 56"68     | 56"43     | 56"75     | 3'46"48 | +0"43    |
| 4    | Canada        | Justin Kripps Bryan Barnett          | 56"56      | 56"70     | 56"42     | 56"94     | 3'46"62 | +0"57    |
| 5    | Canada        | Chris Spring Jesse Lumsden           | 56"66      | 56.77     | 56"62     | 56"74     | 3'46"79 | +0"74    |
| 6    | Germania      | Francesco Friedrich Jannis Bäcker    | 56"50      | 56"88     | 56"63     | 56"84     | 3'46"85 | +0"80    |
| 7    | Canada        | Lyndon Rush Lascelles Brown          | 56"61      | 56"87     | 56"64     | 56"76     | 3'46"88 | +0"83    |
| 8    | Svizzera      | Rico Peter Jürg Egger                | 56"96      | 56"68     | 56"60     | 56"72     | 3'46"96 | +0"91    |
| 9    | Germania      | Thomas Florschütz Kevin Kuske        | 56"89      | 56"87     | 56"77     | 56"71     | 3'47"00 | +0"95    |
| 10   | Stati Uniti   | Cory Butner Christopher Fogt         | 56"45      | 57"11     | 56"77     | 56"86     | 3'47"19 | +1"14    |
| 11   | Stati Uniti   | Nick Cunningham Dallas Robinson      | 56"73      | 57"07     | 56"98     | 56"91     | 3'47"69 | +1"64    |
| 12   | Italia        | Simone Bertazzo Simone Fontana       | 57"06      | 57"02     | 56"90     | 56"84     | 3'47"82 | +1"77    |
| 13   | Germania      | Maximilian Arndt Alexander Rödiger   | 56"98      | 56"92     | 57"22     | 57"08     | 3'48"20 | +2"15    |
| 14   | Lettonia      | Oskars Ķibermanis Vairis Leiboms     | 57"11      | 57"22     | 57"00     | 57"19     | 3'48"52 | +2"47    |
| 15   | Romania       | Nicolae Istrate Florin Cezar Crăciun | 57"39      | 57"19     | 57"24     | 57"16     | 3'48"98 | +2"93    |
| 16   | Corea del Sud | Won Yun-jong Seo Young-woo           | 57"41      | 57"20     | 57"58     | 57"08     | 3'49"27 | +3"22    |
| 17   | Paesi Bassi   | Edwin van Calker Bror van der Zijde  | 57"54      | 57"46     | 57"38     | 56"95     | 3'49"33 | +3"28    |
| 18   | Francia       | Loïc Costerg Romain Heinrich         | 57"44      | 57"04     | 57"65     | 57"23     | 3'49"36 | +3"31    |
| 19   | Monaco        | Patrice Servelle Sébastien Gattuso   | 57"50      | 57"30     | 57"80     |           | 2'52"60 |          |
| 20   | Austria       | Benjamin Maier Markus Sammer         | 57"57      | 57"74     | 57"41     |           | 2'52"71 |          |
| 21   | Gran Bretagna | Lamin Deen John Baines               | 57"54      | 57"81     | 57"38     |           | 2'52"73 |          |
| 22   | Rep. Ceca     | Jan Vrba Michal Vacek                | 57"72      | 57"75     | 57"71     |           | 2'53"18 |          |
| 23   | Corea del Sud | Kim Dong-hyun Jun Jung-lin           | 57"78      | 57"76     | 57"73     |           | 2'53"27 |          |
| 24   | Australia     | Heath Spence Duncan Harvey           | 57"96      | 57"99     | 57"78     |           | 2'53"73 |          |
| 25   | Polonia       | Dawid Kupczyk Paweł Mróz             | 57"90      | 58"07     | 57"98     |           | 2'53"95 |          |
| 26   | Giappone      | Hiroshi Suzuki Hisashi Miyazaki      | 57"91      | 58"21     | 58"02     |           | 2'54"14 |          |
| 27   | Giamaica      | Winston Watts Marvin Dixon           | 58"42      | 58"81     | 58"17     |           | 2'55"40 |          |
|      | Serbia        | Vuk Rađenović Aleksandar Bundalo     | 58"31      | 58"56     | DNS       |           |         |          |
|      | Russia        | Aleksandr Zubkov Aleksej Voevoda     | DSQ        | DSQ       | DSQ       | DSQ       | DSQ     | DSQ      |
|      | Russia        | Aleksandr Kas'janov Maksim Belugin   | DSQ        | DSQ       | DSQ       | DSQ       | DSQ     | DSQ      |

Data: domenica 16 febbraio 2014

Ora locale 1ª manche:  

Ora locale 2ª manche:  

Data: lunedì 17 febbraio 2014

Ora locale 3ª manche:  

Ora locale 4ª manche:  

Pista: Sanki 

Legenda:
- in grassetto il miglior tempo di manche
- DNS = non partiti (did not start)
- DNF = prova non completata (did not finish)
- DSQ = squalificati (disqualified)
- Pos. = posizione